# قطار غاز (فشارود)
قطار غاز (بالفارسية: قطارگز) هي مستوطنة تقع في إيران في قسم فشارود الريفي. يقدر عدد سكانها بـ 74 نسمة بحسب إحصاء 2016.